# DFB-Junioren-Vereinspokal 2009/10
Der 24. DFB-Junioren-Vereinspokal 2009/10 begann am 2. September 2009 und endete mit dem Finale am 15. Mai 2010 im Olympiapark Amateurstadion von Hertha BSC. Ursprünglich sollte das Spiel im Berliner Olympiastadion stattfinden, wurde allerdings kurzfristig aufgrund widriger Witterungsbedingungen verlegt.

## Teilnehmende Mannschaften
Am Wettbewerb nehmen die Juniorenpokalsieger der 21 Landesverbände des DFB teil:
- SV Eichede (Schleswig-Holstein)
- SC Concordia Hamburg (Hamburg)
- Werder Bremen (Bremen)
- Eintracht Braunschweig (Niedersachsen)
- Hansa Rostock (Mecklenburg-Vorpommern)
- Hertha BSC (Berlin)
- Energie Cottbus (Brandenburg)
- Hallescher FC (Sachsen-Anhalt)
- Dynamo Dresden (Sachsen)
- FC Rot-Weiß Erfurt (Thüringen)
- 1. FC Köln (Mittelrhein)
- Fortuna Düsseldorf (Niederrhein)
- VfL Bochum (Westfalen)
- TuS Koblenz (Rheinland)
- 1. FSV Mainz 05 (Südwest)
- 1. FC Saarbrücken (Saarland)
- Eintracht Frankfurt (Hessen)
- Stuttgarter Kickers (Württemberg)
- TSG 1899 Hoffenheim (Baden)
- SC Freiburg (Südbaden)
- FC Augsburg (Bayern)

## 1. Runde
In der 1. Runde spielen zehn Teilnehmer fünf Achtelfinalisten aus. Die restlichen elf Teilnehmer haben ein Freilos und steigen erst später in den Wettbewerb ein.
| Datum      |                    | Ergebnis             |                      |
| ---------- | ------------------ | -------------------- | -------------------- |
| 02.09.2008 | Energie Cottbus    | 3:0 (2:0)            | Rot-Weiß Erfurt      |
| 06.09.2008 | F.C. Hansa Rostock | 6:3 (1:2)            | SC Freiburg          |
| 06.09.2008 | FC Augsburg        | 0:1 (0:0)            | TSG 1899 Hoffenheim  |
| 10.10.2008 | Hallescher FC      | 2:3 n. V. (2:2, 0:0) | SC Concordia Hamburg |
| 25.10.2008 | SV Eichede         | 0:4 (0:2)            | 1. FC Saarbrücken    |

## Achtelfinale
| Datum      |                        | Ergebnis                    |                     |
| ---------- | ---------------------- | --------------------------- | ------------------- |
| 12.12.2009 | 1. FC Saarbrücken      | 1:3 (0:0)                   | 1. FSV Mainz 05     |
| 13.12.2009 | Stuttgarter Kickers    | 3:2 (2:2)                   | Hansa Rostock       |
| 13.12.2009 | 1. FC Köln             | 3:0 (2:0)                   | TuS Koblenz         |
| 13.12.2009 | Dynamo Dresden         | 0:3 (0:0)                   | Energie Cottbus     |
| 13.12.2009 | TSG 1899 Hoffenheim    | 5:1 (3:0)                   | Eintracht Frankfurt |
| 07.02.2010 | Fortuna Düsseldorf     | 2:2 n. V. (1:1) (5:6 i. E.) | VfL Bochum          |
| 17.03.2010 | Eintracht Braunschweig | 0:6 (0:1)                   | Werder Bremen       |
| 18.03.2010 | Concordia Hamburg      | 3:4 (0:2)                   | Hertha BSC          |

## Viertelfinale
| Datum      |                     | Ergebnis             |                     |
| ---------- | ------------------- | -------------------- | ------------------- |
| 14.03.2010 | VfL Bochum          | 3:1 n. V. (1:1, 0:1) | 1. FSV Mainz 05     |
| 14.03.2010 | 1. FC Köln          | 2:3 (1:1)            | Energie Cottbus     |
| 24.03.2010 | Stuttgarter Kickers | 0:5 (0:2)            | TSG 1899 Hoffenheim |
| 31.03.2010 | Werder Bremen       | 1:5 (1:2)            | Hertha BSC          |

## Halbfinale
| Datum      |                     | Ergebnis  |                    |
| ---------- | ------------------- | --------- | ------------------ |
| 11.04.2010 | TSG 1899 Hoffenheim | 3:1 (1:0) | FC Energie Cottbus |
| 11.04.2010 | Hertha BSC          | 6:0 (2:0) | VfL Bochum         |

## Finale
| Paarung             | TSG 1899 Hoffenheim – Hertha BSC |
| Ergebnis            | 2:1 (2:1) |
| Datum               | 15. Mai 2010 um 15:30 Uhr |
| Stadion             | Olympiapark Amateurstadion, Berlin |
| Zuschauer           | 3000 |
| Schiedsrichter      | Patrick Ittrich (Hamburg) |
| Tore                | 1:0 Thomalla (4.) 1:1 Djuricin (14., Strafstoß) 2:1 Thomalla (39.) |
| TSG 1899 Hoffenheim | Lück – Lensch (70. Hirsch), Gulde, Neupert, Szarka – Bellanave (84. Alex), Schäfer, Groß, Ammann – Thomalla, Terrazzino (89. Sökler) Cheftrainer: Guido Streichsbier                                |
| Hertha BSC          | Subke – Brown Forbes (26. P. Breitkreuz), Perdedaj, Neumann, Radjabali-Fardi – Leinau, Hartmann (64. Brecht), Schünemann (46. Gottschick), Schulz – Djuricin, Scheffler Cheftrainer: René Tretschok |